# Randy Stoklos
Randolph Stoklos (Pacific Palisades, 13 de dezembro de 1960) é um  ex-jogador de voleibol de praia estadunidense, que foi um dos atletas pioneiros no Circuito Mundial de Vôlei de praia, tetracampeão no Circuito Mundial de Vôlei de Praia nos anos de 1987, 1989, 1991 e 1992, participou do  torneio de exibição da modalidade nos Jogos Olímpicos de Verão de 1992 em Barcelona, conquistando a medalha de ouro.

## Carreira
O interesse de Randy pelo voleibol começou porque seus pais não eram adeptos de esportes de contato, mas foi no contato com a bola que ele teve êxito, atuou no vôlei de quadra da UCLA/Bruins e também representou a Seleção Estadunidense de 1979 a 1980.No vôlei de praia  que teve maior projeção e começou a competir nesta modalidade  no Aberto de Muscle Beach, ao lado de Joe Gold
Formando dupla com Marco Ortega conquistou o quarto lugar no Circuito Nacional dos Estados Unidos de Vôlei de Praia de 1979 no  Aberto de Santa Barbara  e terminou no terceiro lugar ao lado de Chris Marlowe no Aberto de Manhattan Beach.
Na temporada seguinte do Circuito Nacional dos Estados Unidos de Vôlei de Praia em 1980, compôs dupla com Mark Eller quando concluíram a participação na quinta posição no Aberto de Santa Cruz, mesmo posto obtido em Santa Barbara jogando com Mark Barber, depois com Steve Obradovich alcançou o quarto lugar no Aberto de Laguna Beach e os terceiros lugares nos Abertos de Rosecrans e Manhattan Beach; depois voltou a competir com Mark Barber na conquista do terceiro lugar em Santa Monica, conquistou novamente com Steve Obradovich a quinta posição no Aberto de Ocean Beach e o bronze no Aberto de Sorrento Beach ao lado de Tim Hovland .
Pelo Circuito Nacional dos Estados Unidos de Vôlei de Praia em 1981 conseguiu o bronze no Aberto de Santa Barbara ao lado de Steve Sims e  com Gary Hooper conquistou o mesmo posto em Rosecrans, e com o lendário Jim Menges conquistou seu primeiro ouro no Aberto de Manhattan, na sequencia conquistaram os vice-campeonatos nos Abertos de Muscle Beach e Ocean Beach, além do quarto lugar em Will Rogers State Beach; ainda competindo com 
Andy Fishburn obteve dois vice-campeonatos no segundo torneio em Manhattan Beach e Redondo Beach e o bronze em Santa Barbara com Mark Barber.
Na temporada de 1982 do Circuito Nacional dos Estados Unidos de Vôlei de Praia voltou a jogar ao lado de Andy Fishburn e foram vice-campeões no Aberto de Santa Cruz, conquistou a quarta posição no Aberto de Marine Street, os terceiros lugares nos Abertos de Hermosa Beach e Santa Barbara; prosseguiu a competição com Sinjin Smith conquistando os títulos nos Abertos de  Santa Barbara (II) , Laguna Beach e Santa Monica, além dos vice-campeonatos nos Abertos de Mission Beach, Clearwater e Manhattan Beach; obteve em seguida o quarto lugar em San Diego com Jim Menges, e voltou a competir com Sinjin Smith para conquistar os títulos dos Abertos de Will Rogers State Beach. Manhattan Beach e Redondo Beach.
Em toda temporada do Circuito Nacional dos Estados Unidos de Vôlei de Praia de 1983 competiu ao lado de Sinjin Smith, sagrando-se campeões nos Abertos de Santa Barbara, Mission Beach, Nova Iorque, Hermosa Beach, Boulder, Santa Monica, Will Rogers State Beach e Newport Beach; foram vice-campeões nos Abertos de Santa Cruz, Laguna Beach, Manhattan Beach, San Diego e terceiros colocados nos Abertos de Clearwater e Chicago, além das quintas colocações nos Abertos de Los Angeles e Redondo Beach.
Na primeira edição do Circuito da AVP (Associação de Vôlei Profissional Americana) ou AVP Pro Beach Tour, ocorrida em 1984, iniciou ao lado de Sinjin Smith quando se tornaram campeões nos Abertos de Clearwater, Malibu, Laguna Beach, Long Beach, Mission Beach, Honolulu e Boulder e juntos conquistaram o vice-campeonato nos Abertos de Scottsdale, Santa Cruz, Manhattan Beach e Chicago; depois ao lado de Ricci Luyties conquistaram as quartas colocações nos Abertos de Ocean Beach, Seal Beach e Santa Barbara, além do vice-campeonato em Marine Street.
Na segunda edição do Circuito da AVP em 1985 competiu ao lado de Sinjin Smith, finalizando com o terceiro posto nos Abertos de Phoenix, Fort Lauderdale e Wildwood, o sétimo lugar no Aberto de Redondo Beach, a quinta posição nos Abertos de Santa Cruz, Boulder, Chicago e Santa Barbara, quarta colocação nos Abertos de Long Beach e Cape Cod, os vice-campeonatos nos Abertos de Hermosa Beach e Manhattan Beach, conquistando os títulos nos Abertos de Clearwater, Laguna Beach, San Diego, Honolulu e Seal Beach. Em 1986 confirmando a parceria com Sinjin Smith, alcançou no Circuito da AVP os títulos dos Abertos de Pensacola, Clearwater, Jacksonville, Fort Lauderdale, Laguna Beach, Ventura, Zuma Beach, Boulder, Hermosa Beach, Doheny Beach, Wildwood, Manhattan Beach, Chicago. Honolulu, Santa Barbara, Scottsdale e Sacramento; terminaram com o vice-campeonato nos Abertos de San Diego, Seal Beach, Pacific Palisades, Redondo Beach e San Francisco, e com as terceiras colocações nos Abertos de Santa Cruz e Burbank.
No ano de 1987 jogou com Sinjin Smith na edição do Circuito da AVP, conquistando os títulos nos Abertos de Daytona Beach. Fort Myers, Panama City, Honolulu, Scottsdale, Santa Barbara, Santa Cruz, Hermosa Beach, Salisbury, Ocean City, Hamptons, Chicago, Denver, Seal Beach e Redondo Beach, além dos vice-campeonatos em Clearwater, Laguna Beach, Will Rogers State Beach, Milwaukee, Wildwood, Manhattan Beach e San Diego, como também a conquista do terceiro lugar nos Abertos de Miami, Calgary e San Francisco. E juntos participaram da primeira edição do Circuito Mundial de Vôlei de Praia no ano de 1987, com apenas uma etapa, e tal evento foi realizado no Rio de Janeiro, ocasião que conquistaram o título.
Com Sinjin Smith disputou a edição do Circuito da AVP de 1988 obtendo os títulos nos Abertos de South Padre Island, Daytona Beach, Fort Myers, Panama City, Treasure Island, Scottsdale, Ventura, Rochester, Salisbury, San Francisco, Pacific Palisades e Hermosa Beach, alcançando o vice-campeonatos nos Abertos de Seal Beach, Rhode Island, Cleveland e Chicago, as medalhas de bronze nos Abertos de Honolulu, Laguna Beach, Boulder, Venice Beach e San Diego, e a quinta posição no Aberto de Seattle.
Na segunda edição do Circuito Mundial de Vôlei de Praia em 1988 competiu ao lado de Sinjin Smith, novamente única etapa sediada no Rio de Janeiro, desta vez finalizou na quarta posição.
Em mais uma etapa ao lado de Sinjin Smith pelo Circuito da AVP em 1989 conquistando os títulos nos Abertos de Nova Orleans, Dallas, San Jose, Honolulu, Sacramento, Manhattan Beach, Rhode Island, Cleveland e Chicago, bem como os vice-campeonatos nos Abertos de Fort Myers, Miami, Phoenix, Clearwater, Santa Cruz, Boulder, Milwaukee e Hermosa Beach, o bronze no Aberto de Tucson, as quintas posições nos Abertos de Venice Beach, Seal Beach, Seattle e San Diego.
Ainda em 1989 disputaram a terceira edição do Circuito Mundial de Vôlei de Praia, edição com três etapas, e no Aberto do Rio de Janeiro foram novamente campeões, mesmo feito obtido no Aberto de Jesi, Itália.
Permaneceu compondo dupla com Sinjin Smith na edição do Circuito da AVP de 1990, obtendo o quarto lugar no Aberto de Fort Myers, o terceiro lugares nos Abertos de Nova Orleans, San Jose, Cape Cod, Grand Haven e Seattle, também foram sétimos colocados nos Abertos de Dallas,  vice-campeões nos Abertos de Fort Lauderdale, Houston, Fresno, Venice Beach, Manhattan Beach e Cleveland e campeões dos Abertos de Havaí, Phoenix, Clearwater, Sacramento, Boulder, Indianapolis, Milwaukee, Chicago, Seal Beach, San Diego e Hermosa Beach.; e neste ano disputaram o Aberto do Rio de Janeiro, válido pelo correspondente Circuito Mundial de Vôlei de Praia, quando alcançaram o título.
Na edição do Circuito AVP de 1991 esteve novamente ao lado de  Sinjin Smith quando se sagraram campeões nos Abertos de Honolulu, Fort Myers, Fort Lauderdale, Phoenix, Sacramento, Fresno, Houston, Boulder, Philadelphia, Cape Cod e Seal Beach, vice-campeões nos Abertos de San Diego, Santa Barbara, Clearwater, Grand Haven, Santa Cruz e Hermosa Beach, quartos colocados no Aberto de San Antonio, sétimos colocados no Aberto de Chicago, quinta colocações nos Abertos de Belmar e Orlando, e foi vice-campeão na edição do Rei da Praia no Aberto de Daytona Beach, onde atuou com vários jogadores; e além disso obteve o bronze nos Abertos de Manhattan Beach e Milwaukee ; nesta edição foi premiado pela terceira vez o melhor jogador (MVP), antes obtido em 1988 e 1989, e nesta última edição também foi eleito o melhor levantador.
Pelo Circuito Mundial de Vôlei de Praia de 1991 atuou ao lado de Sinjin Smith , conquistando os títulos dos Abertos do Rio de Janeiro, de Sydney, Austrália e no de Cattolica, Itália.
Na edição do Circuito AVP de 1992 ratificou sua parceria com Sinjin Smith, sendo campeões apenas nas etapas de Honolulu e Phoenix,  alcançando também os vice-campeonatos nos Abertos de Fort Myers, Clearwater, Austin, San Diego, Boulder,  Cape Cod, Manhattan Beach, Cleveland e Santa Barbara; finalizaram também na nona colocação no Aberto de Fort Worth e Chicago,  terminaram na sétima posição no Aberto de Pensacola e Gran Haven, sétimo posto no Aberto de Fresno, o quarto lugar nos Abertos de Nova Orleans,  Philadelphia, Belmar, além da terceira posição nos Abertos de San Antonio, Milwaukee e Hermosa Beach, além do quinto lugar obtido na edição do Rei da Praia realizada no Aberto de Daytona Beach, onde competiu ao lado de vários atletas.
Com Sinjin Smith disputou a edição do Circuito Mundial de Vôlei de Praia de 1992, edição com seis torneios conquistando a medalha deouro no Aberto de Sydney, também no Aberto do Rio de Janeiro; voltando a competir no Aberto de Almeria, conquistando a medalha de ouro, torneio que serviu para torneio de exibição da modalidade na edição dos Jogos Olímpicos de Verão em Barcelona.
I
niciou com Sinjin Smith no Circuito da AVP de 1993, obtendo os vice-campeonatos nos Abertos do Havaí e Nova Iorque, o título do Fort Myers, o terceiro lugar nos Abertos de Phoenix e Austin, quarta posição no Aberto de San Antonio, alcançando o quinto no Aberto de Pensacola e o sétimo em Clearwater, e ainda competiram no Circuito Mundial de Vôlei de Praia no mesmo ano, apenas no Aberto do Rio de Janeiro, alcançando a medalha de bronze. Na sequência disputou o Circuito AVP jogou ao lado de Brian Lewis conquistando os vice-campeonatos nos Abertos de San Diego e Milwaukee, os terceiros lugares em Boulder e Belmar, quarta posição em Grand Haven, o título em Chicago, além da nona posição em Cleveland, os sétimos postos nos Abertos de Seaside Heights e Seal Beach, sexta colocação em Santa Cruz e quinto lugar em Cape Cod. conquistou ao lado de Ricci Luyties  o vice-campeonato no Aberto de Hermosa Beach, o quinto lugar em Cincinnati, mesma colocação obtida no Rei da Praia realizado no Daytona Beach.
Anunciou para a temporada de 1994 do Circuito da AVP a parceria com Adam Johnson e conquistaram os vice-campeonatos nos Abertos de Nova Iorque, Jacksonville, Phoenix, San Jose e Milwaukee, também chegaram ao terceiro lugar em Boca Raton, Miami e Seal Beach, em quarto lugar nos Abertos de Clearwater, Atlanta, Santa Cruz, San Diego e Cincinnati, ainda forma sétimos colocados em Baltimore, Chicago, Hermosa Beach, mesma colocação obtida na edição do Rei da Praia realizada em Orlando; tiveram ainda o sexto lugar em Boulder, o quinto posto em Fort Myers,  Dallas e  Grand Haven, e alcançaram os títulos em San Francisco, Manhattan Beach e Belmar.
Com Adam Johnson iniciou as competições do Circuito da AVP de 1995 e conquistaram o vice-campeonato nos Abertos de Washington, Pensacola e Mesa, sendo campeões em Boston e Nova Iorque, terceiros colocados nos Abertos de Minneapolis, Singer Island e Fort Myers, além da quarta posição em Clearwater e o sétimo posto em San Diego; na sequência competiu com Rob Heidger quando alcançaram a nona posição no Aberto de Dallas, depois com o brasileiro Eduardo “Anjinho” que juntos ficaram em quinto lugar nos Abertos de San Francisco , Atlanta e Baltimore, além da vigésima quinta posição em Seaside Heights,  já com Scott Ayakatubby alcançou o quarto lugar em Milwaukee e Santa Cruz, ainda terminaram em nono lugar no Aberto de Seal Beach e com o vice-campeonato em Manhattan Beach; já com Kent Steffes terminaram na oitava posição em Boulder e no quarto posto em Hermosa Beach.E ainda competiu pela edição do Circuito Mundial de Vôlei de Praia de 1995 ao lado de Bruk Vandeweghe quando finalizaram no Aberto de Hermosa Beach na décima sétima posição, mesma colocação obtida ao lado de Michael Dodd.
Na temporada de 1996 do Circuito da AVP competiu ao lado de Scott Ayakatubby na conquista do bronze no Aberto de Fairfax, terminou em quinto lugar na edição do Rei da Praia realizada em Las Vegas, na sequencia passa a jogar com Bill Boullianne quando terminaram em nono lugar em Riviera Beach, sétimo posto em San Diego e San Francisco, quinto lugar em Clearwater, mas conquistaram o bronze em Phoenix e Fort Myers; e retomando a dupla com Eduardo “Anjinho”, quando finalizaram em nono lugar nos Abertos de Dallas, Cleveland, Old Orchard Beach, Santa Cruz e Manhattan Beach, sétimo lugar nos Abertos de Minneapolis e Grand Haven, quinta posição em Milwaukee e Hermosa Beach, quarto posto em Chicago, terceiro em Atlanta e o vice-campeonato em Indianapolis.
Iniciou a temporada de 1997 do Circuito da AVP no torneio Rei da Praia realizado em Las Vegas na décima quarta posição; na sequencia joga ao lado de David Swatik alcançando a décima sétima posição no Aberto de Clearwater, os sétimos lugares em Phoenix e Miami, a quinta posição em Fort Myers e o terceiro lugar no Aberto Riviera Beach, mais tarde compete ao lado de Troy Tanner terminando em sétimo lugar em Cape Cod, quinto lugar em San Antonio, Indianapolis, terceiro posto em Hermosa Beach, mas conquistar os vice-campeonatos em Dallas, Corpus Christi, Lake Tahoe, Chicago e Cleveland, ainda jogou novamente com Brian Lewis na conquista do vice-campeonato Grand Haven e o nono lugar em Hermosa Beach, com Troy Tanner finalizou na sétima posição em Sacramento, nona colocação em Vail e quinto lugar em Orlando. Em 2008 integrou o Hall da Fama do Voleibol.

## Títulos e resultados
- Aberto de Almeria do Circuito Mundial de Vôlei de Praia:1992[25]
- Aberto do Rio de Janeiro do Circuito Mundial de Vôlei de Praia:1992[24]
- Aberto de Sydney do Circuito Mundial de Vôlei de Praia:1992[23]
- Aberto de Cattolica do Circuito Mundial de Vôlei de Praia:1991[20]
- Aberto de Sydney do Circuito Mundial de Vôlei de Praia:1991[19]
- Aberto do Rio de Janeiro do Circuito Mundial de Vôlei de Praia:1991[18]
- Aberto do Rio de Janeiro do Circuito Mundial de Vôlei de Praia:1990[15]
- Aberto de Jesi do Circuito Mundial de Vôlei de Praia:1989[14]
- Aberto do Rio de Janeiro do Circuito Mundial de Vôlei de Praia:1989[12]
- Aberto do Rio de Janeiro do Circuito Mundial de Vôlei de Praia:1987[5]
- Aberto do Rio de Janeiro do Circuito Mundial de Vôlei de Praia:1993[27]
- Aberto do Rio de Janeiro do Circuito Mundial de Vôlei de Praia:1988[9]
- Aberto de Nova Iorque do Circuito da AVP de Vôlei de Praia:1995[21]
- Aberto de Boston do Circuito da AVP de Vôlei de Praia:1995[21]
- Aberto de Belmar do Circuito da AVP de Vôlei de Praia:1994[21]
- Aberto de Manhattan Beach do Circuito da AVP de Vôlei de Praia:1994[21]
- Aberto de San Francisco  do Circuito da AVP de Vôlei de Praia:1994[21]
- Aberto de Chicago do Circuito da AVP de Vôlei de Praia:1993[21]
- Aberto de Fort Myers do Circuito da AVP de Vôlei de Praia:1993[21]
- Aberto de Phoenix do Circuito da AVP de Vôlei de Praia:1992[21]
- Aberto de Honolulu do Circuito da AVP de Vôlei de Praia:1992[21]
- Aberto de Seal Beach do Circuito da AVP de Vôlei de Praia:1991[10]
- Aberto de Cape Cod do Circuito da AVP de Vôlei de Praia:1991[10]
- Aberto de Philadelphia do Circuito da AVP de Vôlei de Praia:1991[10]
- Aberto de Boulder do Circuito da AVP de Vôlei de Praia:1991[10]
- Aberto de Houston do Circuito da AVP de Vôlei de Praia:1991[10]
- Aberto de Fresno do Circuito da AVP de Vôlei de Praia:1991[10]
- Aberto de Sacramento do Circuito da AVP de Vôlei de Praia:1991[10]
- Aberto de Phoenix do Circuito da AVP de Vôlei de Praia:1991[10]
- Aberto de Fort Lauderdale do Circuito da AVP de Vôlei de Praia:1991[10]
- Aberto de Fort Myers do Circuito da AVP de Vôlei de Praia:1991[10]
- Aberto de Honolulu do Circuito da AVP de Vôlei de Praia:1991[10]
- Aberto de Hermosa Beach do Circuito da AVP de Vôlei de Praia:1990[10]
- Aberto de San Diego do Circuito da AVP de Vôlei de Praia:1990[10]
- Aberto de Seal Beach do Circuito da AVP de Vôlei de Praia:1990[10]
- Aberto de Chicago do Circuito da AVP de Vôlei de Praia:1990[10]
- Aberto de Milwaukee do Circuito da AVP de Vôlei de Praia:1990[10]
- Aberto de Indianapolis do Circuito da AVP de Vôlei de Praia:1990[10]
- Aberto de Boulder do Circuito da AVP de Vôlei de Praia:1990[10]
- Aberto de Sacramento do Circuito da AVP de Vôlei de Praia:1990[10]
- Aberto de Clearwater do Circuito da AVP de Vôlei de Praia:1990[10]
- Aberto de Phoenix do Circuito da AVP de Vôlei de Praia:1990[10]
- Aberto do Havaí do Circuito da AVP de Vôlei de Praia:1990[10]
- Aberto de Chicago do Circuito da AVP de Vôlei de Praia:1989[10]
- Aberto de Cleveland do Circuito da AVP de Vôlei de Praia:1989[10]
- Aberto de Rhode Island do Circuito da AVP de Vôlei de Praia:1989[10]
- Aberto de Manhattan Beach do Circuito da AVP de Vôlei de Praia:1989[10]
- Aberto de Sacramento do Circuito da AVP de Vôlei de Praia:1989[10]
- Aberto de Honolulu do Circuito da AVP de Vôlei de Praia:1989[10]
- Aberto de San Jose do Circuito da AVP de Vôlei de Praia:1989[10]
- Aberto de Dallas do Circuito da AVP de Vôlei de Praia:1989[10]
- Aberto de Nova Orleans do Circuito da AVP de Vôlei de Praia:1989[10]
- Aberto de Hermosa Beach do Circuito da AVP de Vôlei de Praia:1988[4]
- Aberto de Pacific Palisades do Circuito da AVP de Vôlei de Praia:1988[4]
- Aberto de San Francisco do Circuito da AVP de Vôlei de Praia:1988[4]
- Aberto de Salisbury do Circuito da AVP de Vôlei de Praia:1988[4]
- Aberto de Rochester do Circuito da AVP de Vôlei de Praia:1988[4]
- Aberto de Ventura do Circuito da AVP de Vôlei de Praia:1988[4]
- Aberto de Treasure Island do Circuito da AVP de Vôlei de Praia:1988[4]
- Aberto de Panama City do Circuito da AVP de Vôlei de Praia:1988[4]
- Aberto de Fort Myers do Circuito da AVP de Vôlei de Praia:1988[4]
- Aberto de Daytona Beach do Circuito da AVP de Vôlei de Praia:1988[4]
- Aberto de South Padre Island do Circuito da AVP de Vôlei de Praia:1988[4]
- Aberto de Redondo Beach do Circuito da AVP de Vôlei de Praia:1987[4]
- Aberto de Seal Beach do Circuito da AVP de Vôlei de Praia:1987[4]
- Aberto de Denver do Circuito da AVP de Vôlei de Praia:1987[4]
- Aberto de Chicago do Circuito da AVP de Vôlei de Praia:1987[4]
- Aberto de Hamptons do Circuito da AVP de Vôlei de Praia:1987[4]
- Aberto de Ocean City do Circuito da AVP de Vôlei de Praia:1987[4]
- Aberto de Salisbury do Circuito da AVP de Vôlei de Praia:1987[4]
- Aberto de Hermosa Beach do Circuito da AVP de Vôlei de Praia:1987[4]
- Aberto de Santa Cruz do Circuito da AVP de Vôlei de Praia:1987[4]
- Aberto de Santa Barbara do Circuito da AVP de Vôlei de Praia:1987[4]
- Aberto de Scottsdale do Circuito da AVP de Vôlei de Praia:1987[4]
- Aberto de Honolulu do Circuito da AVP de Vôlei de Praia:1987[4]
- Aberto de Panama City do Circuito da AVP de Vôlei de Praia:1987[4]
- Aberto de Fort Myers do Circuito da AVP de Vôlei de Praia:1987[4]
- Aberto de Daytona Beach do Circuito da AVP de Vôlei de Praia:1987[4]
- Aberto de Sacramento do Circuito da AVP de Vôlei de Praia:1986[4]
- Aberto de Scottsdale do Circuito da AVP de Vôlei de Praia:1986[4]
- Aberto de Santa Barbara do Circuito da AVP de Vôlei de Praia:1986[4]
- Aberto de Honolulu do Circuito da AVP de Vôlei de Praia:1986[4]
- Aberto de Chicago do Circuito da AVP de Vôlei de Praia:1986[4]
- Aberto de Manhattan Beach  do Circuito da AVP de Vôlei de Praia:1986[4]
- Aberto de Wildwood do Circuito da AVP de Vôlei de Praia:1986[4]
- Aberto de Doheny Beach do Circuito da AVP de Vôlei de Praia:1986[4]
- Aberto de Hermosa Beach do Circuito da AVP de Vôlei de Praia:1986[4]
- Aberto de Boulder do Circuito da AVP de Vôlei de Praia:1986[4]
- Aberto de Zuma Beach do Circuito da AVP de Vôlei de Praia:1986[4]
- Aberto de Ventura do Circuito da AVP de Vôlei de Praia:1986[4]
- Aberto de Laguna Beach do Circuito da AVP de Vôlei de Praia:1986[4]
- Aberto de Fort Lauderdale do Circuito da AVP de Vôlei de Praia:1986[4]
- Aberto de Jacksonville do Circuito da AVP de Vôlei de Praia:1986[4]
- Aberto de Clearwater do Circuito da AVP de Vôlei de Praia:1986[4]
- Aberto de Pensacola do Circuito da AVP de Vôlei de Praia:1986[4]
- Aberto de Seal Beach do Circuito Nacional dos Estados Unidos de Vôlei de Praia:1985[4]
- Aberto de Honolulu do Circuito Nacional dos Estados Unidos de Vôlei de Praia:1985[4]
- Aberto de San Diego do Circuito Nacional dos Estados Unidos de Vôlei de Praia:1985[4]
- Aberto de Laguna Beach do Circuito Nacional dos Estados Unidos de Vôlei de Praia:1985[4]
- Aberto de Clearwater do Circuito Nacional dos Estados Unidos de Vôlei de Praia:1985[4]
- Aberto de Boulder do Circuito Nacional dos Estados Unidos de Vôlei de Praia:1984[3]
- Aberto de Honolulu do Circuito Nacional dos Estados Unidos de Vôlei de Praia:1984[3]
- Aberto de Mission do Circuito Nacional dos Estados Unidos de Vôlei de Praia:1984[3]
- Aberto de Long Beach do Circuito Nacional dos Estados Unidos de Vôlei de Praia:1984[3]
- Aberto de Laguna Beach do Circuito Nacional dos Estados Unidos de Vôlei de Praia:1984[3]
- Aberto de Malibu do Circuito Nacional dos Estados Unidos de Vôlei de Praia:1984[3]
- Aberto de Clearwater do Circuito Nacional dos Estados Unidos de Vôlei de Praia:1984[3]
- Aberto de Newport Beach do Circuito Nacional dos Estados Unidos de Vôlei de Praia:1983[3]
- Aberto de Will Rogers State Beach do Circuito Nacional dos Estados Unidos de Vôlei de Praia:1983[3]
- Aberto de Santa Monica do Circuito Nacional dos Estados Unidos de Vôlei de Praia:1983[3]
- Aberto de Boulder do Circuito Nacional dos Estados Unidos de Vôlei de Praia:1983[3]
- Aberto de Hermosa Beach do Circuito Nacional dos Estados Unidos de Vôlei de Praia:1983[3]
- Aberto de Nova Iorque do Circuito Nacional dos Estados Unidos de Vôlei de Praia:1983[3]
- Aberto de Mission Beach do Circuito Nacional dos Estados Unidos de Vôlei de Praia:1983[3]
- Aberto de Santa Barbara do Circuito Nacional dos Estados Unidos de Vôlei de Praia:1983[3]
- Aberto de Redondo Beach do Circuito Nacional dos Estados Unidos de Vôlei de Praia:1982[3]
- Aberto de Manhattan Beach do Circuito Nacional dos Estados Unidos de Vôlei de Praia:1982[3]
- Aberto de Will Rogers State Beach do Circuito Nacional dos Estados Unidos de Vôlei de Praia:1982[3]
- Aberto de Santa Monica do Circuito Nacional dos Estados Unidos de Vôlei de Praia:1982[3]
- Aberto de Laguna Beach do Circuito Nacional dos Estados Unidos de Vôlei de Praia:1982[3]
- Aberto de Santa Barbara II do Circuito Nacional dos Estados Unidos de Vôlei de Praia:1982[3]
- Aberto de Manhattan Beach I do Circuito Nacional dos Estados Unidos de Vôlei de Praia:1981[3]
- Aberto de Grand Haven do Circuito da AVP de Vôlei de Praia:1997[28]
- Aberto de Cleveland do Circuito da AVP de Vôlei de Praia:1997[28]
- Aberto de Chicago do Circuito da AVP de Vôlei de Praia:1997[28]
- Aberto de Lake Tahoe do Circuito da AVP de Vôlei de Praia:1997[28]
- Aberto de Corpus Christi  do Circuito da AVP de Vôlei de Praia:1997[28]
- Aberto de Dallas do Circuito da AVP de Vôlei de Praia:1997[28]
- Aberto de Indianapolis do Circuito da AVP de Vôlei de Praia:1996[28]
- Aberto de Manhattan Beach do Circuito da AVP de Vôlei de Praia:1995[21]
- Aberto de Mesa   do Circuito da AVP de Vôlei de Praia:1995[21]
- Aberto de Pensacola do Circuito da AVP de Vôlei de Praia:1995[21]
- Aberto de Washington do Circuito da AVP de Vôlei de Praia:1995[21]
- Aberto de San Diego do Circuito da AVP de Vôlei de Praia:1994[21]
- Aberto de San Jose do Circuito da AVP de Vôlei de Praia:1994[21]
- Aberto de Phoenix do Circuito da AVP de Vôlei de Praia:1994[21]
- Aberto de Jacksonville do Circuito da AVP de Vôlei de Praia:1994[21]
- Aberto de Nova Iorque do Circuito da AVP de Vôlei de Praia:1994[21]
- Aberto de Hermosa Beach do Circuito da AVP de Vôlei de Praia:1993[21]
- Aberto de Milwaukee do Circuito da AVP de Vôlei de Praia:1993[21]
- Aberto de San Diego do Circuito da AVP de Vôlei de Praia:1993[21]
- Aberto de Nova Iorque do Circuito da AVP de Vôlei de Praia:1993[21]
- Aberto do Havaí do Circuito da AVP de Vôlei de Praia:1993[21]
- Aberto de Santa Barbara do Circuito da AVP de Vôlei de Praia:1992[21]
- Aberto de Cleveland do Circuito da AVP de Vôlei de Praia:1992[21]
- Aberto de Manhattan Beach do Circuito da AVP de Vôlei de Praia:1992[21]
- Aberto de Cape Cod do Circuito da AVP de Vôlei de Praia:1992[21]
- Aberto de Boulder do Circuito da AVP de Vôlei de Praia:1992[21]
- Aberto de San Diego do Circuito da AVP de Vôlei de Praia:1992[21]
- Aberto de Austin do Circuito da AVP de Vôlei de Praia:1992[21]
- Aberto de Clearwater do Circuito da AVP de Vôlei de Praia:1992[21]
- Aberto de Fort Myers do Circuito da AVP de Vôlei de Praia:1992[21]
- Aberto de Hermosa Beach do Circuito da AVP de Vôlei de Praia:1991[10]
- Aberto de Santa Cruz do Circuito da AVP de Vôlei de Praia:1991[10]
- Aberto de Grand Haven do Circuito da AVP de Vôlei de Praia:1991[10]
- Aberto de Clearwater do Circuito da AVP de Vôlei de Praia:1991[10]
- Aberto de Santa Barbara do Circuito da AVP de Vôlei de Praia:1991[10]
- Aberto de San Diego do Circuito da AVP de Vôlei de Praia:1991[10]
- Aberto de Cleveland do Circuito da AVP de Vôlei de Praia:1990[10]
- Aberto de Manhattan Beach do Circuito da AVP de Vôlei de Praia:1990[10]
- Aberto de Venice Beach do Circuito da AVP de Vôlei de Praia:1990[10]
- Aberto de Fresno do Circuito da AVP de Vôlei de Praia:1990[10]
- Aberto de Houston do Circuito da AVP de Vôlei de Praia:1990[10]
- Aberto de Fort Lauderdale do Circuito da AVP de Vôlei de Praia:1990[10]
- Aberto de Hermosa Beach do Circuito da AVP de Vôlei de Praia:1989[10]
- Aberto de Milwaukee  do Circuito da AVP de Vôlei de Praia:1989[10]
- Aberto de Boulder do Circuito da AVP de Vôlei de Praia:1989[10]
- Aberto de Santa Cruz do Circuito da AVP de Vôlei de Praia:1989[10]
- Aberto de Clearwater do Circuito da AVP de Vôlei de Praia:1989[10]
- Aberto de Phoenix do Circuito da AVP de Vôlei de Praia:1989[10]
- Aberto de Miami do Circuito da AVP de Vôlei de Praia:1989[10]
- Aberto de Fort Myers do Circuito da AVP de Vôlei de Praia:1989[10]
- Aberto de Chicago do Circuito da AVP de Vôlei de Praia:1988[4]
- Aberto de Cleveland do Circuito da AVP de Vôlei de Praia:1988[4]
- Aberto de Rhode Island do Circuito da AVP de Vôlei de Praia:1988[4]
- Aberto de Seal Beach do Circuito da AVP de Vôlei de Praia:1988[4]
- Aberto de San Diego do Circuito da AVP de Vôlei de Praia:1987[4]
- Aberto de Manhattan Beach do Circuito da AVP de Vôlei de Praia:1987[4]
- Aberto de Wildwood do Circuito da AVP de Vôlei de Praia:1987[4]
- Aberto de Milwaukee do Circuito da AVP de Vôlei de Praia:1987[4]
- Aberto de Will Rogers State Beach do Circuito da AVP de Vôlei de Praia:1987[4]
- Aberto de Laguna Beach do Circuito da AVP de Vôlei de Praia:1987[4]
- Aberto de Clearwater do Circuito da AVP de Vôlei de Praia:1987[4]
- Aberto de San Francisco  do Circuito da AVP de Vôlei de Praia:1986[4]
- Aberto de Redondo Beach  do Circuito da AVP de Vôlei de Praia:1986[4]
- Aberto de Pacific Palisades do Circuito da AVP de Vôlei de Praia:1986[4]
- Aberto de Seal Beach do Circuito da AVP de Vôlei de Praia:1986[4]
- Aberto de San Diego do Circuito da AVP de Vôlei de Praia:1986[4]
- Aberto de Manhattan Beach do Circuito Nacional dos Estados Unidos de Vôlei de Praia:1985[4]
- Aberto de Hermosa Beach do Circuito Nacional dos Estados Unidos de Vôlei de Praia:1985[4]
- Aberto de Marine Street do Circuito Nacional dos Estados Unidos de Vôlei de Praia:1984[3]
- Aberto de Chicago do Circuito Nacional dos Estados Unidos de Vôlei de Praia:1984[3]
- Aberto de Manhattan Beach do Circuito Nacional dos Estados Unidos de Vôlei de Praia:1984[3]
- Aberto de Santa Cruz do Circuito Nacional dos Estados Unidos de Vôlei de Praia:1984[3]
- Aberto de Scottsdale do Circuito Nacional dos Estados Unidos de Vôlei de Praia:1984[3]
- Aberto de San Diego do Circuito Nacional dos Estados Unidos de Vôlei de Praia:1983[3]
- Aberto de Manhattan Beach do Circuito Nacional dos Estados Unidos de Vôlei de Praia:1983[3]
- Aberto de Laguna Beach do Circuito Nacional dos Estados Unidos de Vôlei de Praia:1983[3]
- Aberto de Santa Cruz do Circuito Nacional dos Estados Unidos de Vôlei de Praia:1983[3]
- Aberto de Manhattan Beach do Circuito Nacional dos Estados Unidos de Vôlei de Praia:1982[3]
- Aberto de Clearwater do Circuito Nacional dos Estados Unidos de Vôlei de Praia:1982[3]
- Aberto de Mission Beach do Circuito Nacional dos Estados Unidos de Vôlei de Praia:1982[3]
- Aberto de Santa Cruz do Circuito Nacional dos Estados Unidos de Vôlei de Praia:1982[3]
- Aberto de Redondo Beach do Circuito Nacional dos Estados Unidos de Vôlei de Praia:1981[3]
- Aberto de Manhattan Beach II do Circuito Nacional dos Estados Unidos de Vôlei de Praia:1981[3]
- Aberto de Ocean Beach do Circuito Nacional dos Estados Unidos de Vôlei de Praia:1981[3]
- Aberto de Muscle Beach do Circuito Nacional dos Estados Unidos de Vôlei de Praia:1981[3]
- Aberto de Hermosa Beach do Circuito da AVP de Vôlei de Praia:1997[28]
- Aberto de Riviera Beach do Circuito da AVP de Vôlei de Praia:1997[28]
- Aberto de Atlanta do Circuito da AVP de Vôlei de Praia:1996[28]
- Aberto de Fort Myers do Circuito da AVP de Vôlei de Praia:1996[28]
- Aberto de Phoenix do Circuito da AVP de Vôlei de Praia:1996[28]
- Aberto de Fairfax do Circuito da AVP de Vôlei de Praia:1996[28]
- Aberto de Fort Myers do Circuito da AVP de Vôlei de Praia:1995[21]
- Aberto de Singer Island do Circuito da AVP de Vôlei de Praia:1995[21]
- Aberto de Minneapolis do Circuito da AVP de Vôlei de Praia:1995[21]
- Aberto de Seal Beach do Circuito da AVP de Vôlei de Praia:1994[21]
- Aberto de Miami do Circuito da AVP de Vôlei de Praia:1994[21]
- Aberto de Boca Raton do Circuito da AVP de Vôlei de Praia:1994[21]
- Aberto de Belmar do Circuito da AVP de Vôlei de Praia:1993[21]
- Aberto de Boulder do Circuito da AVP de Vôlei de Praia:1993[21]
- Aberto de Austin do Circuito da AVP de Vôlei de Praia:1993[21]
- Aberto de Phoenix do Circuito da AVP de Vôlei de Praia:1993<[21]
- Aberto de Hermosa Beach do Circuito da AVP de Vôlei de Praia:1992[21]
- Aberto de Milwaukee do Circuito da AVP de Vôlei de Praia:1992[21]
- Aberto de San Antonio do Circuito da AVP de Vôlei de Praia:1992[21]
- Aberto de Milwaukee do Circuito da AVP de Vôlei de Praia:1991[10]
- Aberto de Manhattan Beach do Circuito da AVP de Vôlei de Praia:1991[10]
- Aberto de Tucson do Circuito da AVP de Vôlei de Praia:1989[10]
- Aberto de San Diego do Circuito da AVP de Vôlei de Praia:1988[4]
- Aberto de Venice Beach do Circuito da AVP de Vôlei de Praia:1988[4]
- Aberto de Boulder do Circuito da AVP de Vôlei de Praia:1988[4]
- Aberto de Laguna Beach do Circuito da AVP de Vôlei de Praia:1988[4]
- Aberto de Honolulu do Circuito da AVP de Vôlei de Praia:1988[4]
- Aberto de San Francisco do Circuito da AVP de Vôlei de Praia:1987[4]
- Aberto de Calgary do Circuito da AVP de Vôlei de Praia:1987[4]
- Aberto de Miami do Circuito da AVP de Vôlei de Praia:1987[4]
- Aberto de Burbank do Circuito da AVP de Vôlei de Praia:1986[4]
- Aberto de Santa Cruz do Circuito da AVP de Vôlei de Praia:1986[4]
- Aberto de  Wildwood, do Circuito Nacional dos Estados Unidos de Vôlei de Praia:1985[4]
- Aberto de Fort Lauderdale do Circuito Nacional dos Estados Unidos de Vôlei de Praia:1985[4]
- Aberto de Phoenix do Circuito Nacional dos Estados Unidos de Vôlei de Praia:1985[4]
- Aberto de Chicago do Circuito Nacional dos Estados Unidos de Vôlei de Praia:1983[3]
- Aberto de Clearwater do Circuito Nacional dos Estados Unidos de Vôlei de Praia:1983[3]
- Aberto de Santa Barbara I do Circuito Nacional dos Estados Unidos de Vôlei de Praia:1982[3]
- Aberto de Hermosa Beach do Circuito Nacional dos Estados Unidos de Vôlei de Praia:1982[3]
- Aberto de Santa Barbara II do Circuito Nacional dos Estados Unidos de Vôlei de Praia:1981[3]
- Aberto de Rosecrans do Circuito Nacional dos Estados Unidos de Vôlei de Praia:1981[3]
- Aberto de Santa Barbara I do Circuito Nacional dos Estados Unidos de Vôlei de Praia:1981[3]
- Aberto de Sorrento Beach do Circuito Nacional dos Estados Unidos de Vôlei de Praia:1980[3]
- Aberto de Santa Monica do Circuito Nacional dos Estados Unidos de Vôlei de Praia:1980[3]
- Aberto de Manhattan Beach do Circuito Nacional dos Estados Unidos de Vôlei de Praia:1980[3]
- Aberto de Rosecrans do Circuito Nacional dos Estados Unidos de Vôlei de Praia:1980[3]
- Aberto de Manhattan Beach do Circuito Nacional dos Estados Unidos de Vôlei de Praia:1979[3]
- Aberto de Chicago do Circuito da AVP de Vôlei de Praia:1996[28]
- Aberto de Hermosa Beach Circuito da AVP de Vôlei de Praia:1995[21]
- Aberto de Santa Cruz do Circuito da AVP de Vôlei de Praia:1995[21]
- Aberto de Milwaukee do Circuito da AVP de Vôlei de Praia:1995[21]
- Aberto de Clearwater do Circuito da AVP de Vôlei de Praia:1995[21]
- Aberto de Cincinnati do Circuito da AVP de Vôlei de Praia:1994[21]
- Aberto de San Diego do Circuito da AVP de Vôlei de Praia:1994[21]
- Aberto de Santa Cruz do Circuito da AVP de Vôlei de Praia:1994[21]
- Aberto de Atlanta do Circuito da AVP de Vôlei de Praia:1994[21]
- Aberto de Clearwater do Circuito da AVP de Vôlei de Praia:1994[21]
- Aberto de Grand Haven do Circuito da AVP de Vôlei de Praia:1993[21]
- Aberto de San Antonio do Circuito da AVP de Vôlei de Praia:1993[21]
- Aberto de Belmar do Circuito da AVP de Vôlei de Praia:1992[21]
- Aberto de Philadelphia do Circuito da AVP de Vôlei de Praia:1992[21]
- Aberto de Nova Orleans do Circuito da AVP de Vôlei de Praia:1992[21]
- Aberto de San Antonio do Circuito da AVP de Vôlei de Praia:1991[10]
- Aberto de Fort Myers do Circuito da AVP de Vôlei de Praia:1990[10]
- Aberto de Cape Cod do Circuito Nacional dos Estados Unidos de Vôlei de Praia:1985[4]
- Aberto de Long Beach do Circuito Nacional dos Estados Unidos de Vôlei de Praia:1985[4]
- Aberto de Santa Barbara do Circuito Nacional dos Estados Unidos de Vôlei de Praia:1984[3]
- Aberto de Seal Beach do Circuito Nacional dos Estados Unidos de Vôlei de Praia:1984[3]
- Aberto de Ocean Beach do Circuito Nacional dos Estados Unidos de Vôlei de Praia:1984[3]
- Aberto de San Diego do Circuito Nacional dos Estados Unidos de Vôlei de Praia:1982[3]
- Aberto de Marine Street do Circuito Nacional dos Estados Unidos de Vôlei de Praia:1982[3]
- Aberto de Will Rogers State Beach do Circuito Nacional dos Estados Unidos de Vôlei de Praia:1981[3]
- Aberto de Laguna Beach do Circuito Nacional dos Estados Unidos de Vôlei de Praia:1980[3]
- Aberto de Santa Barbara do Circuito Nacional dos Estados Unidos de Vôlei de Praia:1979[3]

## Premiações Individuais
- MVP do Circuito da AVP de 1991[16]
- MVP do Circuito da AVP de 1989[16]
- Melhor Levantador do Circuito da AVP de 1989[16]
- MVP do Circuito da AVP de 1988[16]
- Vice- Rei da Praia do Circuito da AVP de 1991[10]